# Avatar: The Last Airbender – The Burning Earth
Avatar: The Last Airbender — The Burning Earth — видеоигра в жанре «action-adventure», основанная на мультсериале Аватар: Последний маг воздуха. Это была одна из последних игр, выпущенных для Game Boy Advance в Северной Америке. Год спустя был выпущен сиквел игры, под названием Avatar: The Last Airbender – Into the Inferno.

## Синопсис
Игра является продолжением Avatar: The Last Airbender, где сюжет разворачивается вокруг войны с Народом Огня. По мере игры Аанг должен освоить магию земли, попутно помогая жителям царства Земли. Игроку предстоит сражаться за Аанга, Сокку, Катару, Тоф, Зуко, Айро, Джета, а также Аппу и Момо. Игра основана на втором сезоне мультсериала «Аватар: Легенда об Аанге».

## Особенности
В отличие от предыдущей части серии, эта игра имеет поддержку многопользовательского режима. На каждом этапе игры, игроку предстоит играть за двоих персонажей. Питомцы Аанга — Аппа и Момо, появляются в специальных «воздушных боях».

## Сиквел
Продолжение игры, под названием Avatar: The Last Airbender – Into the Inferno, было выпущено для Wii в октябре, а для Nintendo DS в ноябре 2008 года. Так же, как первые две игры, основанные на первом и втором сезоне мультсериала, продолжение основано на третьем сезоне соответственно.